# Ndindi
Ndindi es una comuna gabonesa, chef-lieu del departamento  de Haute-Banio de la provincia de Nyanga.
En 2013 la comuna tenía una población de 1110 habitantes, de los cuales 864 eran hombres y 246 eran mujeres.
Se ubica en la esquina meridional del país, junto a la frontera con la República del Congo y unos 60 km al sureste de Mayoumba en la costa del Océano Atlántico. La localidad se halla rodeada por un conjunto de áreas lacustres, en el entorno natural del parque nacional de Mayumba y del parque nacional de Conkouati-Douli.